# Henry Kessler (labdarúgó)
Henry Kessler (New York, 1998. június 25. –) amerikai válogatott labdarúgó, a St. Louis City hátvéde.

## Pályafutása

### Klubcsapatokban
Kessler az amerikai New York városában született. Az ifjúsági pályafutását a helyi New York Red Bulls csapatában kezdte, majd a Beachside akadémiájánál folytatta.
2020-ban mutatkozott be a New England Revolution első osztályban szereplő felnőtt keretében. Először a 2020. február 29-ei, Montréal ellen 2–1-re elvesztett mérkőzésen lépett pályára. Első gólját 2020. szeptember 23-án, szintén a Montréal ellen hazai pályán 3–1-es győzelemmel zárult találkozón szerezte meg. 2024 augusztusában a St. Louis City-hez igazolt.

### A válogatottban
Kessler az U23-as korosztályú válogatottban is képviselte Amerikát.
2021-ben debütált a felnőtt válogatottban. Először a 2021. augusztus 2-ai, Mexikó ellen 1–0-ra megnyert CONCACAF-aranykupa mérkőzés 120+1. percében, Matthew Hoppet váltva lépett pályára.

## Statisztikák
2023. február 26. szerint
| Klub                   | Szezon   | Osztály  | Bajnokság | Bajnokság | Kupa  | Kupa | Nemzetközi | Nemzetközi | Összesen | Összesen |
| Klub                   | Szezon   | Osztály  | Meccs     | Gól       | Meccs | Gól  | Meccs      | Gól        | Meccs    | Gól      |
| ---------------------- | -------- | -------- | --------- | --------- | ----- | ---- | ---------- | ---------- | -------- | -------- |
| New England Revolution | 2020     | MLS      | 26        | 1         | 0     | 0    | —          | —          | 26       | 1        |
| New England Revolution | 2021     | MLS      | 29        | 1         | 0     | 0    | —          | —          | 29       | 1        |
| New England Revolution | 2022     | MLS      | 22        | 1         | 1     | 0    | —          | —          | 23       | 1        |
| New England Revolution | 2023     | MLS      | 1         | 1         | 0     | 0    | —          | —          | 1        | 1        |
| Összesen               | Összesen | Összesen | 78        | 4         | 1     | 0    | 0          | 0          | 79       | 4        |

### A válogatottban
| Válogatott       | Év       | Pályára lépés | Gól |
| ---------------- | -------- | ------------- | --- |
| Egyesült Államok | 2021     | 2             | 0   |
| Összesen         | Összesen | 2             | 0   |

## Sikerei, díjai
Amerikai válogatott
- CONCACAF-aranykupa
  - Győztes (1): 2021